# Élections sénatoriales gabonaises de 2021
Les élections sénatoriales gabonaises de 2021 ont lieu les 30 janvier et 6 février 2021 afin de renouveler au suffrage indirect les membres du sénat gabonais.
Sans surprise, le scrutin est largement remporté par le Parti démocratique gabonais au pouvoir, qui conserve une écrasante majorité absolue, dans le contexte d'une réduction du nombre de sénateurs.

## Contexte
Il s'agit des premières élections depuis une réduction du nombre de membres élus de 102 à 52 sénateurs et le retour au scrutin à deux tours décidé à la suite du Dialogue national d'Angondjé, ainsi que l'ajout fin décembre 2020 d'une part de sénateurs nommés par le président,.

## Système électoral
Le Sénat est la chambre haute du parlement bicaméral gabonais. Il est composé de 67 sénateurs renouvelés intégralement tous les six ans, dont 52 élus au suffrage indirect uninominal majoritaire à deux tours par les membres des conseils municipaux et des assemblées départementales, auxquels s'ajoute 15 sénateurs nommés par le président,.
Les 52 sièges sont répartis dans les neuf provinces du Gabon à raison de 8 sièges pour l'Estuaire, 11 au Haut-Ogooué, 2 au Moyen-Ogooué, 9 à la Ngounié, 6 à la Nyanga, 4 au Ogooué-Ivindo, 4 au Ogooué-Lolo, 3 au Ogooué-Maritime et 5 au Woleu-Ntem,.

## Campagne
Pour la première fois, le PDG organise des primaires afin de choisir ses candidats aux élections. Leur bon déroulement amène le parti à s'enorgueillir d'une « leçon de démocratie participative » donnée à l'opposition,. Le 18 janvier cependant, la liste des candidats du parti est rendue publique et voit plusieurs de ceux arrivés en tête des primaires dans leur circonscription mis de côté par l'arbitrage du président Ali Bongo,.
Dans 22 circonscriptions sur 52, les candidats du PDG se présentent sans opposition. Une situation qui découle du boycott des élections municipales et départementales par une partie de l'opposition en 2018, laissant les partis de la majorité présidentielle omniprésents dans plusieurs départements.

## Résultats
|                        |                                                            |              |              |              |             |             |             |              |     |  |  |  |  |  |
| Partis                 | Partis                                                     | Premier tour | Premier tour | Premier tour | Second tour | Second tour | Second tour | Total sièges | +/- |  |  |  |  |  |
| Partis                 | Partis                                                     | Votes        | %            | Sièges       | Votes       | %           | Sièges      | Total sièges | +/- |  |  |  |  |  |
|                        | Parti démocratique gabonais (PDG)                          | 1 797        | 80,73        | 45           | 64          | 78,05       | 1           | 46           | 35  |  |  |  |  |  |
|                        | Les Démocrates (LD)                                        | 131          | 5,88         | 3            | 18          | 21,95       | 1           | 4            | Nv  |  |  |  |  |  |
|                        | Union nationale (UN)                                       | 72           | 3,23         | 0            |             |             |             | 0            | Nv  |  |  |  |  |  |
|                        | Cercle des libéraux réformateurs (CLR)                     | 60           | 2,70         | 0            | 0           | 7           |             |              |     |  |  |  |  |  |
|                        | Parti social-démocrate (PSD)                               | 48           | 2,16         | 1            | 1           | 1           |             |              |     |  |  |  |  |  |
|                        | Démocratie nouvelle (DN)                                   | 35           | 1,57         | 0            | 0           | 0,00        | 0           | 0            | Nv  |  |  |  |  |  |
|                        | Sociaux-Démocrates du Gabon (SDG)                          | 24           | 1,08         | 1            |             |             |             | 1            | Nv  |  |  |  |  |  |
|                        | Parti gabonais du centre indépendant (PGCI)                | 12           | 0,54         | 0            | 0           | 1           |             |              |     |  |  |  |  |  |
|                        | Bloc démocratique chrétien (BDC)                           | 7            | 0,31         | 0            | 0           | Nv          |             |              |     |  |  |  |  |  |
|                        | Front populaire gabonais (FPG)                             | 6            | 0,27         | 0            | 0           | Nv          |             |              |     |  |  |  |  |  |
|                        | Restauration des Valeurs Républicaines (RV)                | 5            | 0,22         | 0            | 0           | Nv          |             |              |     |  |  |  |  |  |
|                        | Parti pour le développement et la solidarité sociale (PDS) | 4            | 0,18         | 0            | 0           | Nv          |             |              |     |  |  |  |  |  |
|                        | Rassemblement héritage et modernité (RHM)                  | 2            | 0,09         | 0            | 0           | Nv          |             |              |     |  |  |  |  |  |
|                        | Indépendants                                               | 23           | 1,03         | 0            | 0           | 7           |             |              |     |  |  |  |  |  |
|                        | Sénateurs nommés                                           |              |              |              |             |             |             | 15           | 15  |  |  |  |  |  |
|                        |                                                            |              |              |              |             |             |             |              |     |  |  |  |  |  |
| Votes valides          | Votes valides                                              | 2 226        | 96,78        |              | 82          | 100         |             |              |     |  |  |  |  |  |
| Votes blancs et nuls   | Votes blancs et nuls                                       | 77           | 3,22         | 0            | 0           |             |             |              |     |  |  |  |  |  |
| Total                  | Total                                                      | 2 303        | 100          | 50           | 82          | 100         | 2           | 67           | 35  |  |  |  |  |  |
| Abstention             | Abstention                                                 | 103          | 4,28         |              | 16          | 16,33       |             |              |     |  |  |  |  |  |
| Inscrits/participation | Inscrits/participation                                     | 2 406        | 95,72        | 98           | 83,67       |             |             |              |     |  |  |  |  |  |

## Analyse
Le scrutin est largement remporté par le PDG, qui décroche 45 sièges dès le premier tour. Seuls cinq sièges sont remportés par d'autres partis, dont trois par le parti Les Démocrates (LD), un par les Sociaux-Démocrates Gabonais et un autre par le Parti social-démocrate,,. Le scrutin réserve peu de surprises, excepté la victoire du dirigeant des Sociaux-Démocrates Gabonais, Juste Louango Bouyomeka, situé dans la majorité présidentielle, qui l'emporte au premier tour malgré une majorité de grands électeurs du PDG dans sa circonscription.
Seuls deux circonscriptions nécessitent un second tour, les candidats du PDG se retrouvant en ballotage contre celui du LD à Malinga et de Démocratie nouvelle (DN) à Bitam,. Dans cette dernière, le candidat du DN, Christian Edou Mintsa, abandonne dans l'entre deux tours, jugeant inepte la décision du Centre gabonais des élections (CGE) de ne pas lui attribuer la victoire au premier tour malgré ses 31 votes contre 30 au candidat du PDG Emmanuel Ondo Methogo en arguant que la majorité absolue n'a pas été atteinte. Le second tour voit par conséquent Methogo l'emporter sans surprise dans cette circonscription en l'absence de réelle opposition. Le LD parvient en revanche à remporter un quatrième siège à Malinga,.
Le président Ali Bongo procède le 27 février à la nomination par décret des 15 sénateurs non-élus, dont sept femmes. La séance plénière constitutive de la 5e législature du Sénat se tient le 1er mars, et voit la réélection à sa présidence de Lucie Milebou-Aubusson, seule candidate en lice.